# 石遵
石 遵（せき じゅん）は、五胡十六国時代の後趙の第5代皇帝。字は大祗。石世を廃して帝位を簒奪したが、石閔（後の冉閔）と対立してその年のうちに殺された。

## 生涯
中山王石虎の九男として生まれた。333年8月、石虎が丞相・魏王・大単于に就き、自らの諸子を王に封じると、石遵もまた斉王に封じられた。337年1月、石虎が大趙天王を自称すると、彭城公に降封された。
348年9月、石虎が群臣と共に誰を皇太子に立てるかの議論を行うと、石遵には文徳（学問によって人を教化する徳）があった事から、燕公石斌と共にその最有力候補となったが、戎昭将軍張豺の画策により、最終的に異母弟の石世が皇太子に立てられた。349年1月、石虎が帝位に即くと、石遵は彭城王に進封となった。
4月、石虎の病が篤くなると、石遵は大将軍に任じられて関中の鎮守を命じられ、石斌・張豺と共に石世の輔政を託された。石世の母の劉皇后は、石斌や石遵が政変を起こすのではないかと恐れ、張豺と共に彼らの排除を目論んだ。そして石虎の詔を偽作すると、石斌が狩猟や酒を慎まなかった事を理由として、職を辞して邸宅に謹慎するよう命じ、やがて殺害してしまった。
父の石虎の危篤を知った石遵は幽州から鄴へ到来したが、石虎に会う事を禁じられ、朝堂において勅書を受け取ると、すぐさま関中へ赴任するよう命じられた。そのため、石遵は涙を流してその場を去るしかなかった。この日、石虎は病が少し良くなったので、近臣へ「遵はまだ来ないかね」と問うたが、みな劉皇后の息がかかっていたので 「既に出立されて久しいです」と言うのみであった。石虎は嘆息して「残念だ」と口にしたという。やがて石虎が崩御し石世が即位すると、張豺は石遵や義陽王石鑑（石遵の異母兄）が不満を抱いている事を懸念し、石遵を左丞相に、石鑑を右丞相に任じて懐柔しようと考え、劉皇太后もこれに同意した。
張豺は司空の李農を誅殺しようと目論んだが、李農は事前に察知して広宗へ逃げ、乞活の残党数万を率いて上白城に籠城した。劉皇太后は張挙に宿衛の諸軍を指揮させ、これを包囲した。この時石遵は長安へ向かう途上であったが、河内まで到達した所で父の訃報を聞き、また同時期に他の反乱の討伐軍を率いて帰還する途上であった、蒲洪（後の苻洪）・姚弋仲・石閔（後の冉閔）ら後趙の諸将と合流した。彼らは共に「殿下（石遵）は年長であり聡明であります。先帝（石虎）も本来は殿下を世継ぎとなるお考えでしたが、ご高齢がために張豺の口車に乗せられたのです。今、女主（劉皇太后）が朝廷に臨み、姦臣（張豺）が政治を乱しております。李農が持ちこたえておりますので、宿衛（皇帝を護衛する兵が宿直する場所）に兵卒はおりません。殿下がもしも張豺の罪を数え上げ、軍鼓を鳴らして進撃すれば、全ての者が馳せ参じて殿下を迎え入れるでしょう」と進言した。これにより石遵は挙兵を決断すると、石閔へ向けて「努めよ！事が成ったならば、汝を皇太子にしてやろう」と約束した。
5月、石遵は李城において挙兵すると、石閔を前鋒として9万の兵を率い、鄴へ向けて進撃した。洛州刺史劉国は石遵の挙兵を知ると、洛陽の兵を率いてこれに合流した。石遵の檄文が鄴へ届くと、張豺は大いに恐れて上白を攻めていた軍を呼び戻した。石遵は蕩陰まで進むと、鄴にいる後趙の旧臣や羯族の兵はみな「彭城王が喪に来奔された。我らはこれを出迎えるべきである。どうして張豺の為に城を守る事など出来ようか！」と言い合い、城壁を越えて石遵軍へ合流しようとした。張豺は逃亡者を斬ったが、これを止める事は出来なかった。張離もまた強兵2千を率いて関を斬ると、石遵を迎え入れた。劉皇太后と張豺は大いに恐れ、遂に詔を下し、石遵を丞相・領大司馬・大都督・中外諸軍事・録尚書事に任じ、黄鉞・九錫を加える事で混乱を鎮めようとした。石遵が安陽亭まで到達すると、張豺は自らこれを出迎えたが、石遵は彼を捕らえた。さらに甲を纏った精鋭兵を率いて鳳陽門より城内へ突入すると、太武前殿に出向いて石虎の哀悼を行ってから、東閤へ退いた。さらに、上白の包囲を解かせるよう命じると共に、平楽の市において張豺を処断し、三族を誅滅した。また、劉皇太后の命と称して「嗣子は幼沖であり、先帝の私恩により世継ぎとされたものの、皇業とは重いものであり、とても耐えうるものではない。その為、遵に継がせるものとする」と宣言させた。これを石遵は敢えて再三に渡り辞退し、群臣の強い要請により止む無く受け入れるという体裁を取った。太武前殿において帝位に即き、大赦を下すと、石世を廃して焦王に封じ、劉皇太后を廃して太妃としたが、間もなく両者を殺害した。李農は無事に鄴へ帰還すると、混乱を引き起こした事を石遵へ謝罪したが、石遵は彼を以前どおりの地位へ復帰させた。母の鄭桜桃を皇太后に立て、妃の張氏を皇后に立て、既に亡くなっている石斌の子である石衍を皇太子に立てた。また、義陽王石鑑を侍中・太傅に任じ、沛王石沖を太保に任じ、楽平公石苞を大司馬に任じ、汝陰王石琨を大将軍に、武興公石閔を都督中外諸軍事・輔国大将軍に任じ、各々に輔政を命じた。この任官により、石閔が兵権を掌握する事となった。
同月、薊城を鎮守していた石沖は石遵が帝位を簒奪したと聞いて憤り、その誅殺を掲げて5万の兵を率いて薊から南下した。その軍が常山を通過する頃にはその兵数は10万を越えた。石遵はこれを知るとすぐさま使者を派遣し、彼らへ今回の件は不問とすると告げて反乱を鎮めようとしたが、石沖は応じなかった。石遵はさらに王擢にも石沖を説得に行かせたが、聞き入れなかった。その為、石遵は石閔と李農に黄鉞・金鉦を貸し与えると、精鋭10万を与えて迎撃を命じた。石閔らは平棘にて石沖と交戦となり、これに大勝した。さらに追撃を掛けると、元氏において石沖を捕縛した。石遵は石沖に自殺を命じ、その配下の兵3万を生き埋めにした。
同月、石閔は石遵へ「蒲洪は人傑です。今、蒲洪に関中を任せておりますが、臣は秦・雍の地が国家の有するもので無くなるのを恐れております。先帝臨終の命（蒲洪を関中へ置くのは石虎の遺命）といえども、既に陛下がこれを継いでいるのですから、自ら改めても差し支えないかと」と勧めた。石遵はこれに従い、蒲洪の都督職を免じた。蒲洪はこの処遇に怒り、枋頭へ帰って東晋へ帰順してしまった。
6月、石虎を顕原陵に埋葬し、諡号を武皇帝、廟号を太祖とした。
同月、後趙の動乱を聞いた東晋の征西大将軍桓温は安陸へ進駐し、諸将を派遣して北方を窺わせた。
同月、後趙の揚州刺史王浹は淮南ごと東晋に寝返った。これにより、東晋の西中郎将陳逵は寿春を占拠した。東晋の征北将軍褚裒は上表して石遵討伐を請うと、その日の内に後趙征伐が命じられた。7月、褚裒は3万の兵を率いて真っ直ぐに彭城へ向かった。東晋軍が下邳まで進軍すると、北方の士民でこれに降伏する者は1日で千人に及んだ。魯の500家余りの百姓もまた後趙から離反すると、褚裒に救援を求めた。その為、褚裒は配下の王龕・李邁に精鋭3千を与えて百姓を迎え入れさせた。石遵は李農を南討大都督に任じ、騎兵2万を与えてこれを迎撃させた。李農は王龕らと代陂において交戦となったが、大勝して尽く捕虜とした。8月、褚裒軍は進軍が困難となったので、広陵まで撤退した。寿春を守る陳逵は褚裒が劣勢である事を知ると、李農軍の襲来を恐れ、寿春の兵糧を焼き払って城を壊してから撤退した。
同月、長安を鎮守していた楽平王石苞もまた配下の兵を動員して鄴攻略を目論んだ。だが、雍州の豪族はこの反乱が失敗すると考え、一斉に東晋へ使者を派遣して寝返ってしまった。その為、東晋の梁州刺史司馬勲は兵を率いて雍州へ向かうと、駱谷において後趙の長城砦を攻略し、長安から200里の所にある懸鉤に駐屯した。さらに、治中劉煥に命じて長安を攻撃させた。劉煥は後趙の京兆太守劉秀離を討ち取り、賀城を攻略した。これにより、三輔の豪族の中では郡太守や県令を殺して司馬勲に応じる者が続出した。寝返った砦の数は30に及び、総勢5万を数えた。その為、石苞は鄴攻撃を一旦中止し、麻秋・姚国らに司馬勲を防がせた。石遵もまた車騎将軍王朗へ精鋭2万を与えて救援を命じたが、本当の目的は石苞を鄴へ連行することであった。司馬勲は兵の数が少なかったので、王朗を恐れて進軍を中止した。
10月、司馬勲は宛城を攻略すると、後趙の南陽郡太守袁景を殺害してから、梁州へ撤退した。石遵は石苞を鄴に連行した。同月、武都に割拠する氐王の楊始が後趙の西城を襲撃し、これを攻め落とした。
石遵の即位以降、石閔は自らの功績を誇って朝政を専断しようとしたが、石遵はこれを認めなかった。石閔は以前にも皇太子に立てる約束を反故にされており、大いに不満を抱くようになった。石閔は驍勇であり、幾度も戦功を立てていたので、胡人・漢人問わず宿将から恐れられていた。また、石閔は都督に任じられて内外の兵権を握ると、殿中の将士と東宮の高力（衛士の中でも特に力が強い者）1万人余りを慰撫しようと思い、全員を殿中員外将軍に任じ、関外侯の爵位を与え、宮女を下賜するよう上奏し、これによって自らの恩徳を広めようとした。だが、石遵はこれを一切認めず、逆に石閔の勢力を押さえ込もうとしたので、みなこれに憤ったという。また、中書令孟準・左衛将軍王鸞は石遵へ、石閔の兵権を少しずつ奪うよう進言した。石閔はこの措置に露骨に不満を露わにするようになり、ここに至って遂に孟準らは石閔の誅殺を石遵へ進言した。
11月、石遵は石鑑・石苞・汝陰王石琨・淮南王石昭らを集めて鄭皇太后の前で会議を開くと「閔（石閔）の臣下に有るまじき振る舞いが次第に明らかとなって来た。今これを誅殺したいと思うが、どう思うか」と問うと、石鑑らはみな「そうすべきです！」と述べた。だが、鄭皇太后は「李城から兵を還した時、もし棘奴（石閔の幼名）が無くば、今日という日は無かったでしょう！少しの驕りは容赦なさい。どうしてすぐ殺そうとするのです！」と反対したので、取りやめとなった。石鑑は退出すると、宦官楊環を使者として石閔のもとへ派遣し、全てを密告した。その為、石閔は李農と右衛将軍王基と結託し、石遵廃立を企てた。そして計画を実行に移すと、将軍蘇彦・周成に3千の兵を与えて石遵捕縛を命じた。この時、石遵は南台において婦人と碁に興じており、すぐさま捕らえられた。石遵は周成へ「反したのは誰か」と問うと、周成は「義陽王鑑（石鑑）が立つべきです」と答えた。これに石遵は「我でさえこのような事になったのだ。鑑ならいつまで保てようか！」と言い放った。石遵は琨華殿において処刑され、鄭皇太后・張皇后・皇太子石衍・孟準・王鸞・上光禄張斐らも纏めて殺害された。在位は183日であった。

## 逸話
石遵が即位してから数日後、鄴では暴風雨により樹が引き抜かれ、雷が轟き、盂や升の大きさがある雹が降った。さらに、太武殿・暉華殿では火災が発生し、諸門や観閣はみな焼け落ち、乗輿や服御も大半が焼失してしまった。光焔は天を照らす程であり、金石もみな燃え尽きた。火災は1カ月余りかかってようやく鎮火したが、今度は血の雨が城の周辺に降り注いだという。

## 宗室

### 父母
- 父：石虎
- 母：鄭桜桃

### 兄弟
- 石邃（廃太子）
- 石宣（廃太子）
- 石韜
- 石鑑（廃帝義陽王）
- 石沖
- 石苞
- 石斌 - 石勒の養子
- 石挺
- 石琨
- 石祗（新興王）
- 石炳
- 石世（廃帝斉公）